# Đurađ II
Đurađ II (Albanees: Gjergj Balsha II) was van 1385 tot 1403 heerser van Zeta tijdens heerschappij van de Balsha-dynastie. Hij was de zoon van de edelman Strazimir, maar volgde de heerschappijen van zijn oom Balsha II over het vorstendom Balsha op, dat gebieden in noord-Albanië en zuid-Montenegro besloeg.

## Biografie
Đurađ (of Gjergj) II was afkomstig uit de Balsha-dynastie. Een familie dat zich volgens historici in grote lijnen had geassimileerd tijdens de heerschappij van het Keizerrijk Servië.
Đurađ II was de zoon van Strazimir en de kleinzoon van Balsha I. Toen zijn vader Strazimir in 1373 stierf, werd Đurađ II door zijn twee ooms Đurađ I en Balsha II gekroond als medeheerser van Zeta en de andere domeinen van de familie in zuid-Albanië (Valona). Toen Đurađ II stierf in 1379, liet Balsha II zijn neef Đurađ II in de gevangenis verdwijnen en heerste hij alleen over het vorstendom. Đurađ werd pas vrijgelaten na de dood van zijn oom in 1385. Na diens dood werd Đurađ II vrijgelaten en werd hij de vorst van Zeta in noord-Albanië, de domeinen van de Balsha familie in zuid-Albanië gingen over naar prinses Rudina en haar gemaal. 
In noord-Albanië heerste Đurađ II vanuit Ulcinj. Hij vocht tegen het Ottomaanse Rijk maar moest na verloop van tijd belangrijke steden, zoals Shkodër, afstaan in ruil voor heerschappij. Nadien kwam hij opnieuw in opstand na gefungeerd te hebben als vazal. In 1403 overleed hij na verwondingen bij de Slag van Tripolje tegen de Branković-dynastie en het Ottomaanse Rijk. De heerschappij van het vorstendom Balsha ging over naar zoon Balsha III.